# Fernmeldeaufklärung
Fernmeldeaufklärung (FmAufkl; englisch Communication Intelligence – COMINT) ist die Erfassung und Auswertung von Fernmeldeverkehren zur Informationsgewinnung durch Nachrichtendienste und in der militärischen Aufklärung. Dies beinhaltet die verbale und nonverbale Kommunikation, die über Kabel (zum Beispiel Telefon, Internet), Satellit oder Radiowellen (Funkaufklärung) übertragen wird. Zusammen mit der elektronischen Aufklärung wird die Fernmeldeaufklärung unter den Oberbegriff Fernmelde- und Elektronische Aufklärung gefasst.
Das enorme Aufkommen an fernübertragener Kommunikation macht weniger die Erfassung, sondern vielmehr die Auswertung zur Herausforderung der Fernmeldeaufklärung. Es gilt, die für den eigenen Informationsbedarf relevanten Verkehre zu identifizieren. Dazu kommen vermehrt automatisierte Verfahren und Algorithmen zum Einsatz. Die zunehmende Verschlüsselung ist eine weitere Bedingung, unter der die heutige Fernmeldeaufklärung tätig ist. 
Fernmeldeaufklärung ist ein Teilbereich der Telekommunikationsüberwachung. Letzterer Begriff umfasst zusätzlich beispielsweise auch die Überwachung von Postverkehren.